# Spišské Hanušovce
Spišské Hanušovce es un municipio del distrito de Kežmarok en la región de Prešov, Eslovaquia, con una población estimada a final del año 2024 de 781 habitantes.
Se encuentra ubicado al noroeste de la región, cerca del río Poprad (cuenca hidrográfica del río Vístula) y de la frontera con Polonia.

## Demografía
| Año        | 1994 | 2004    | 2014     | 2024    |
| ---------- | ---- | ------- | -------- | ------- |
| Población  | 669  | 651     | 757      | 781     |
| Diferencia |      | −2,69 % | +16,28 % | +3,17 % |

| Año        | 2023 | 2024    |
| ---------- | ---- | ------- |
| Población  | 770  | 781     |
| Diferencia |      | +1,42 % |